# Ask Rufus
Ask Rufus -en español: «Pregúntale a Rufus»- es el quinto álbum de estudio de la banda estadounidense de funk Rufus y el tercero en colaboración con la también cantante de funk estadounidense Chaka Khan, lanzado por ABC en enero de 1977.
El álbum fue un éxito de ventas, criticamente aclamado y pasó varias semanas en lo más alto de los listados como Billboard. Se hizo acreedor también de varios discos de platino por sus excelentes ventas.
En el 2020 la revista Rolling Stone lo posicionó como el 499 mejor álbum de sus 500 Mejores Álbumes de todos los tiempos.